# Shenzhou 11
Shenzhou 11 foi uma missão espacial e o sexto voo tripulado do programa Shenzhou da República Popular da China, lançado em 16 de outubro de 2016 do Centro de Lançamentos de Satélites de Jiuquan. A nave acoplou-se com o laboratório espacial Tiangong 2, colocado em órbita em 15 de setembro, um mês antes. O principal objetivo da missão era transportar dois taikonautas chineses ao laboratório para uma estadia de trinta dias usada para atividades científicas.

## Tripulação
| Posição    | Taikonauta   |
| ---------- | ------------ |
| Comandante | Jing Haipeng |
| Operador   | Chen Dong    |

- A Shenzou 11 transportou apenas dois taikonautas ao invés dos três usados nas missões anteriores à Tiangong 1, de maneira a poder prorrogar os suprimentos e prolongar a estadia da tripulação no módulo espacial usando menos recursos, já que os sistemas de suporte à vida da estação não são renováveis. [4][5]

## Missão
A principal missão da nave Shenzou 11 no espaço foi o de fornecer transporte e dar apoio logístico à tripulação durante os seus trinta dias de trabalho dentro da Tiangong 2. Acoplada à estação, ela serviu de cápsula de descanso, local de alimentação e espaço para o sono dos taikonautas, nos intervalos de seu trabalho no módulo, já que ele é apenas uma estação de serviço e pesquisas, sem acomodações para os taikonautas.

## Lançamento e acoplagem
A nave foi lançada ao espaço às 23:30 UTC de 16 de outubro  (hora local:07:30 de 17 de outubro) do Centro de Jiuquan, no Deserto de Gobi, Mongólia Interior, no topo de um foguete Longa Marcha 2F. Dois dias depois, ela mudou de órbita cinco vezes até estacionar a cerca de 52 km atrás do módulo Tiangong, procedendo a uma acoplagem automática da nave com a estação, feita às 19:24 UTC de 18 de outubro, a uma altitude de 393 km. Quatro desacelerações para ajuste de rota final foram feitos às distâncias de 5 km, 400 m, 200 m e 30 metros entre a nave e a estação.

## Desacoplagem e pouso
A espaçonave permaneceu acoplada ao módulo por cerca de trinta dias, o período da missão científica dos taikonautas na Tiagong 2 é a mais longa permanência de chineses no espaço, iniciando seu retorno em 18 de novembro de 2016, quando desacoplou-se do módulo e iniciou sua viagem de volta à Terra pousando em segurança na Bandeira de Siziwang, Mongólia Interior, às 14:15 hora local.